# Fokker 100
Fokker 100 är den större varianten av Fokker 70. Det är jetdrivet med två motorer och flög för första gången 1986. Det sista av totalt 280 tillverkade byggdes 1996.